# Kaliska (powiat włocławski)
Kaliska – wieś w Polsce położona w województwie kujawsko-pomorskim, w powiecie włocławskim, w gminie Lubień Kujawski.
W latach 1975–1998 miejscowość administracyjnie należała do województwa włocławskiego. Według Narodowego Spisu Powszechnego (III 2011 r.) liczyła 595 mieszkańców. Jest największą miejscowością gminy Lubień Kujawski.

## Znane osoby
Urodził się tu Janusz Albrecht ps. „Wojciech”, „Ksawery”, „Ozimiński”, „Marian Jankowski” (ur. 14 lutego 1892, zm. 6 września 1941 w  Warszawie) – pułkownik dyplomowany kawalerii Wojska Polskiego, zastępca Komendanta Głównego Związku Walki Zbrojnej do lipca 1941 roku, szef Sztabu Komendy Głównej ZWZ od czerwca 1940 roku do lipca 1941 roku.